# Carcavelos (Wein)

DOC Carcavelos
Farbig unterlegt – Ursprünglich zur DOC gehörige Gebiete
orange umrandet: Zurzeit zum Teil bestockte Flächen

Carcavelos ist eine DOC (Denominação de Origem Controlada), seit 2011 einer DOP (Denominação de Origem Protegida) in Portugal, in der ein Fortifizierter Wein unter demselben Namen erzeugt wird. Dieser Wein, eine Cuvée aus bis zu acht unterschiedlichen weißen und roten Rebsorten, kann das höchste portugiesische Qualitätssiegel für Likörweine (VLQPRD = Vinhos Licorosos de Qualidade Produzidos em Região Determinada) tragen. Die bereits 1907 eingerichtete und ein Jahr später regulierte Appellation, die in die westlichen Stadtrandgebiete Lissabons hineinreicht, ist heute das kleinste kontrollierte Anbaugebiet des Landes. Im 19. Jahrhundert waren die Weine aus Carcavelos berühmt und begehrt; sie wurden mit den großen Likörweinen des Landes, Portwein, Madeira und Moscatel de Setúbal gleichgesetzt und erzielten auf Auktionen sehr hohe Preise. Durch den allgemeinen Nachfragerückgang nach Südweinen, der gegen Ende des 19. Jh. einsetzte, und -zwar abgeschwächt- noch immer anhält, vor allem aber durch die Ausdehnung des Stadtgebietes von Lissabon im Osten und Estorils im Westen, schrumpfte die Rebfläche auf heute etwa 12 Hektar. Es bestehen jedoch Bestrebungen die Rebflächen wieder zu erweitern und die Vermarktung dieses Weines zu intensivieren.
Weine aus Carcavelos könnten mit den als Osey oder Oseye bezeichneten Weinen identisch sein, die in England des späten Mittelalters und der frühen Neuzeit bekannt und stark nachgefragt waren.

## Lage und Klima

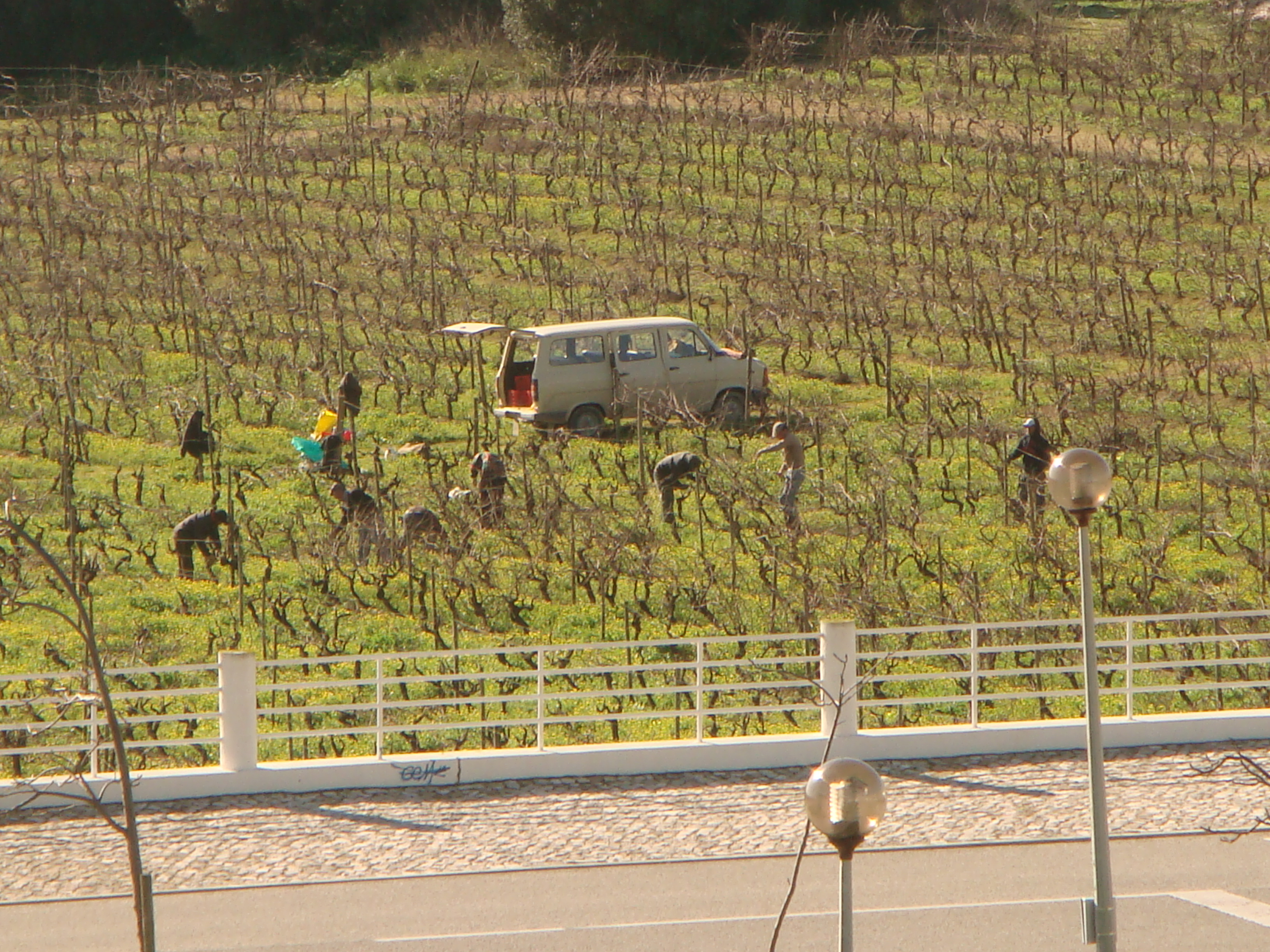
Rebschnitt in Carcavelos

Die Appellation liegt direkt an der Nordseite der Tejomündung zwischen Lissabon im Osten und Cascais im Westen. Die zur DOC zählenden Rieden waren inselartig in diesem Gebiet verteilt. Nachfragerückgang, wachsende Urbanisierung, sowie der Konkurrenzdruck durch andere heimische Likörweine, ließen die meisten davon verschwinden, sodass heute nur mehr kleine Flächen nördlich der Stadt Oeiras, sowie westlich von Cascais bestockt sind. Die Rieden nördlich von Oeiras decken sich im Wesentlichen mit den Weingütern des Sebastião José de Carvalho e Melo, des Marquês de Pombal (1699–1782), unter dem der Weinbau in der Region gefördert und der Stil dieses Weines geprägt wurde. Das Klima ist maritim-atlantisch, mit verhältnismäßig milden Wintern und nicht zu heißen Sommern. Regen fällt ausreichend im Spätherbst und Winter, die Sommer sind trocken. Die Reben wachsen vornehmlich auf kalkhaltigen Roterdeböden.

## Herstellung und Weincharakteristik
Der Carcavelos kann ein Verschnitt aus bis zu 8 verschiedenen weißen und roten Rebsorten sein, kann aber auch aus weniger Grundweinen bestehen. Der fertige Wein muss einen Anteil von zumindest 75 % Trauben der weißen Sorten Galego Dourado, Ratinho und Arinto, sowie der roten Trauben Castelão und Preto Martinho enthalten. Die verbleibenden 25 % verteilen sich auf die Weißweinsorten Rabo de Ovelha und Seara Nova sowie auf die rote Trincadeira. Der Rebertrag ist auf 55 Hektoliter pro Hektar begrenzt. Das Mischungsverhältnis sowie die Vinifizierung insbesondere der Rotweine unterscheidet sich von Hersteller zu Hersteller, sodass ein Carcavelos sowohl im Geschmack als auch in der Farbe unterschiedlich sein kann. Das Farbspektrum, auch abhängig vom Alterungs- und Oxidationsgrad, reicht von hell cognacfarben bis dunkel braunrötlich. Die häufigste Farbe eines ausgereiften Carcavelos ist ein satter Topaston.
Die Herstellung dieses Weines unterscheidet sich wesentlich von der anderer Likörweine: Die einzelnen Sorten werden getrennt gelesen und trocken ausgebaut. Die Behandlung der roten Trauben, insbesondere die Dauer der Maischegärung ist unterschiedlich, wodurch das spätere Produkt in Hinblick auf Farbe und Geschmack stark beeinflusst wird. Ein Teil des Mostes (meist der der besonders süßen weißen Galego Dourado – vinho abafado genannt) wird halbvergoren auf kleine Fässer gezogen und sofort gespritet, um die Restsüße zu erhalten. Nach abgeschlossener Gärung werden die Weine verschnitten, der zuvor beiseite gestellte süße Most wieder hinzugefügt und die Cuvée auf mindestens 16-, meist aber 19–20 Volumenprozent mit reinem Weingeist aufgespritet. In kleinen Eichenfässern reift sie danach mindestens drei, meist aber fünf Jahre und länger, bevor sie auf Flaschen gezogen wird und noch einmal zumindest sechs Monate lagert, ehe sie in den Verkauf gelangt. Zurzeit werden jährlich maximal 40 000 Liter dieses Weines erzeugt.
Ein Carcavelos kann trocken, halbtrocken oder halbsüß ausgebaut werden, die meisten modernen Produkte sind halbtrocken. Ein gelungenes Produkt weist vielfältige Aromen von Nüssen, Vanille, Tabak, Mandeln sowie von Trockenfrüchten auf und verfügt über eine gute Säurestruktur. Er erinnert etwas an einen guten Tawny Port, mit dem dieser Weintyp in früheren Zeiten auch verschnitten wurde. Die optimale Trinktemperatur junger weiß dominierter Weine liegt zwischen 10 und 12 Grad, ältere und stärker rotweinbetonte Weine sollten etwas wärmer getrunken werden.